# Painted Skin
Painted Skin (en chino: 畫皮) es una película china de 2008 de acción y fantasía dirigida por Gordon Chan y protagonizada por Donnie Yen, Chen Kun, Zhou Xun, Zhao Wei, Sun Li y Qi Yuwu. Está levemente basada en The Painted Skin, una historia de la colección de obras Strange Stories from a Chinese Studio del autor clásico Pu Songling. La canción principal del filme, "Huà Xīn" (traducida literalmente como "Corazón pintado"), fue interpretada por la cantante de pop china Jane Zhang.

## Sinopsis
La película está ambientada en algún momento de la última dinastía Qin o la primera dinastía Han. En el desierto, el General Wang Sheng y sus hombres atacan un campamento Xiongnu, donde Wang secuestra a una doncella llamada Xiaowei y la lleva a su casa. Xiaowei es en realidad un espíritu demoníaco que se da un festín en los corazones humanos para mantener su encantadora y juvenil apariencia. Los problemas surgen cuando Xiaowei se enamora de Wang, que ya tiene una esposa llamada Peirong.
Acto seguido, una serie de misteriosos asesinatos ocurren en la ciudad, en los que las víctimas aparecen con el corazón arrancado de sus cuerpos. Peirong sospecha de Xiaowei después de que un adivino le dijera que ella es en realidad un demonio. Sin embargo, los asesinatos fueron cometidos en realidad por Xiaoyi, un espíritu camaleón que muestra un amor no correspondido hacia Xiaowei y la ayuda a obtener los corazones humanos que necesita.

## Reparto
- Donnie Yen es Pang Yong (龐勇)
- Zhou Xun es Xiaowei (小唯)
- Chen Kun es Wang Sheng (王生)
- Zhao Wei es Peirong (佩蓉)
- Sun Li es Xia Bing (夏冰)
- Qi Yuwu es Xiaoyi (小易)

## Recepción
En el portal especializado en cine asiático Asian Film Strike, la película fue elogiada, en especial sus efectos: "Visualmente, Painted Skin es un festín para los ojos, desde la deslumbrante fotografía de Arthur Wong hasta la suave e hipnótica dirección de Gordon Chan. Chan ha producido buenas y malas películas durante un tiempo, pero esta es la primera vez que se acerca a una gran película". En el sitio web británico The Spinning Image recibió siete estrellas de diez posibles.

## Secuela
En 2011, el cineasta Gordon Chan anunció que se produciría una secuela, y que Chen Kun, Zhou Xun y Zhao Wei repetirían sus papeles, aunque Donnie Yen no integraría el reparto esta vez. Otros actores como Yang Mi, Feng Shaofeng y Gordon Liu se vincularon al elenco en diferentes etapas del proceso. Liu fue elegido para interpretar al padre del personaje de Chen, mientras que Yang y Feng encarnaron a un par de amantes. Chan eligió a Yang y Feng para los papeles debido a su popularidad en la serie de televisión de 2011 Palace.
La secuela, Painted Skin: The Resurrection, fue completada y estrenada en 2012, obteniendo más de 115 millones de dólares de taquilla y convirtiéndose brevemente en la película nacional de mayor recaudación en China.